# 南山石桥
南山石桥，位于中国广东省湛江市雷州市附城镇南山村，为湛江市雷州市的一个市级文物保护单位，类型为古建筑，公布时间为1994年9月13日。
南山石桥的历史年代为南宋。